# Grote Prijs Raf Jonckheere 1985
De 35e editie van de Belgische wielerwedstrijd Grote Prijs Raf Jonckheere werd verreden op 29 juli 1985. De start en finish vonden plaats in Westrozebeke. De winnaar was Yvan Lamote, gevolgd door Michel Vermote en Eddy Vanhaerens.

## Uitslag
| Grote Prijs Raf Jonckheere 1985 |                 |                                  |      |
| Plaats                          | Naam            | Ploeg                            | Tijd |
| Winnaar                         | Yvan Lamote     | Euro Soap-Crack Meubelen-Datakor |      |
| 2                               | Michel Vermote  | La Redoute                       |      |
| 3                               | Eddy Vanhaerens | Euro Soap-Crack Meubelen-Datakor |      |

1951 · 1952 · 1953 · 1954 · 1955 · 1956 · 1957 · 1958 · 1959 · 1960 · 1961 · 1962 · 1963 · 1964 · 1965 · 1966 · 1967 · 1968 · 1969 · 1970 · 1971 · 1972 · 1973 · 1974 · 1975 · 1976 · 1977 · 1978 · 1979 · 1980 · 1981 · 1982 · 1983 · 1984 · 1985 · 1986 · 1987 · 1988 · 1989 · 1990 · 1991 · 1992 · 1993 · 1994 · 1995 · 1996 · 1997 · 1998 · 1999 · 2000 · 2001 · 2002 · 2003 · 2004 · 2005 · 2006 · 2007 · 2008 · 2009 · 2010 · 2011 · 2012 · 2013 · 2014 · 2015 · 2016 · 2017 · 2018 · 2019 · 2020 · 2021 · 2022